# 黄粉缺裂报春
黄粉缺裂报春（学名：Primula rupicola），为报春花科报春花属下的一个植物种。